# 拓跋琛
拓跋琛（？—？），追尊魏昭成帝拓跋什翼犍玄孙，秦州刺史、陇西定公拓跋崙之子，北魏宗室、官员。

## 生平
拓跋琛在父亲死后承袭了陇西公的爵位。太和三年十一月癸丑（479年12月14日），假梁郡王元嘉统帅两个将领从淮阴出兵，拓跋琛统帅三个将领从广陵出兵，河东公薛虎子统帅三个将领从寿春出兵到达广固，奉戴丹杨王刘昶进攻刘宋，答应刘昶恢复旧业，向北魏称臣。太和四年春正月癸卯（480年2月2日），拓跋琛攻克南齐的马头戍，杀死太守刘从。太和八年（484年）正月，魏孝文帝元宏诏令拓跋琛和尚书陆叡持节任东西二道大使，褒奖好人惩罚恶人，两人的声誉都传到京城。

## 兄弟
- 元弼，北魏太尉府咨议参军